# Luigi Annoni
Luigi Annoni (né le 9 novembre 1890 à Paderno Dugnano et mort le 17 avril 1974 à Legnano)  est un coureur cycliste italien. 

## Biographie
Professionnel de 1913 à 1914 puis de 1919 à 1922, Luigi Annoni a notamment été équipier de Costante Girardengo et Giovanni Brunero. Comme bon nombre de cyclistes de son époque, il a vu sa carrière perturbée par la Première Guerre mondiale. Il a remporté trois étapes du Tour d'Italie.

## Palmarès
- 1912
  - 2e du Tour de Lombardie amateurs
  - 2e de la Coppa d'Inverno
- 1913
  - 4e du Tour de Lombardie
- 1920
  - 3e du Tour de la province de Milan (avec Costante Girardengo)
- 1921
  - 6e et 8e étapes du Tour d'Italie
  - 10e du Tour d'Italie
- 1922
  - 8e étape du Tour d'Italie
  - 10e de Milan-San Remo

## Résultats sur le Tour d'Italie
2 participations
- 1921 : 10e, vainqueur des 6e et 8e étapes
- 1922 : abandon, vainqueur de la 8e étape